# 2013-2021 Dal diario di Luigi La Rocca, cittadino. Cronaca di un viaggio troppo allucinante dalla tenebra della barbarie alla luce troppo meravigliosa della civiltà
2013-2021 Dal diario di Luigi La Rocca, cittadino. Cronaca di un viaggio troppo allucinante dalla tenebra della barbarie alla luce troppo meravigliosa della civiltà è l'ottavo album in studio del gruppo musicale italiano Maisie, pubblicato nel 2022. Il disco 3 è stato pubblicato solo in streaming sul sito internet delle edizioni Snowdonia.

## Tracce

### Disco 1
1. 01/05/2013 Il sistema è corrotto, marcio, fa schifo al cazzo! (strumentale) – 5:01 (musica: Alberto Scotti)
2. 25/05/2013 I vaccini fanno venire l'autismo, non vaccinate i vostri figli! Io alla mia non l'ho vaccinata! (Leggete il blog "Scienza marcia"!) (strumentale) – 0:10 (musica: Alberto Scotti)
3. 01/06/2013 Mio fratello Andrea (voce di Cinzia La Fauci) – 5:02 (testo: Luigi La Rocca – musica: Alberto Scotti)
4. 13/09/2013 Io dico no alla televisione! (voce di Cinzia La Fauci) – 1:28 (testo: Luigi La Rocca – musica: Cristiano Lo Mele)
5. 17/09/2013 Per me la patria è la cosa più grandiosa e meravigliosa di tutte! Il valore numero uno! (strumentale) – 3:29 (musica: Alberto Scotti)
6. 22/09/2013 Io dico sì alla pena di morte! (voce di Cinzia La Fauci) – 3:40 (testo: Luigi La Rocca – musica: Alberto Scotti)
7. 04/10/2013 368 bocche negre in meno! (strumentale) – 0:09 (musica: Alberto Scotti)
8. 08/10/2013 Neri (voce di Cinzia La Fauci e Riccardo Lolli) – 4:29 (testo: Luigi La Rocca – musica: Alberto Scotti)
9. 11/10/2013 Evviva la Cina, evviva i cinesi! (voce di Cinzia La Fauci, Alberto Debenedetti, Giordano De Luca, Andrea Canonico, Andrea "Ance" Lovito, Mariella Capobianco) – 2:07 (testo: Luigi La Rocca – musica: Riccardo Lolli)
10. 15/10/2013 Oggi un comunista su Facebook (voce di Cinzia La Fauci e Riccardo Lolli) – 4:46 (testo: Luigi La Rocca e Luca Buonaguidi – musica: Alberto Scotti e Riccardo Lolli)
11. 18/10/2013 Io dico no alla chiesa! (voce di Cinzia La Fauci) – 2:19 (testo: Luigi La Rocca – musica: Simone Perna)
12. 21/10/2013 Io dico no a pagare le tasse per mantenere gli stranieri! (voce di Cinzia La Fauci) – 6:08 (testo: Luigi La Rocca – musica: Alberto Scotti)
13. 23/10/2013 Guarire dal tumore con il limone e il bicarbonato (voce di Cinzia La Fauci) – 3:29 (testo: Luigi La Rocca – musica: Alberto Scotti)
14. 28/10/2013 Io dico no alla violenza contro agli animali! (voce di Cinzia La Fauci e Riccardo Lolli) – 5:17 (testo: Luigi La Rocca – musica: Alberto Scotti)
15. 30/10/2013 I comunisti (voce di Cinzia La Fauci) – 4:39 (testo: Luigi La Rocca – musica: Riccardo Lolli, Alberto Scotti e Cinzia La Fauci)
16. 24/12/2013 Mio fratello Andrea si è ammazzato (voce di Cinzia La Fauci e Riccardo Lolli) – 4:08 (testo: Luigi La Rocca – musica: Alberto Scotti)
17. 25/05/2014 Però questo Renzi... Forse non è così male come pensavo... (strumentale) – 0:18 (musica: Alberto Scotti)
18. 12/11/2014 Modernizzare le cose, rimuovendo tutti i vecchi tabù! (Io dico sì al futuro!) (strumentale) – 3:05 (musica: Alberto Scotti)
19. 11/12/2014 Se uno ha veramente voglia di lavorare (voce di Cinzia La Fauci) – 2:28 (testo: Luigi La Rocca – musica: Alberto Scotti)
20. 06/01/2015 Un uomo è troppo solo senza un amico vero! (voce di Cinzia La Fauci) – 3:25 (testo: Luigi La Rocca – musica: Alberto Scotti)
21. 19/04/2016 Io dico sì ai matrimoni degli omosessuali e agli uteri in affitto! (voce di Cinzia La Fauci e Alberto Scotti) – 2:55 (testo: Luigi La Rocca – musica: Alberto Scotti)
22. 07/05/2016 Un sogno troppo brutto! (voce di Cinzia La Fauci) – 3:52 (testo: Luigi La Rocca – musica: Alberto Scotti)
23. 02/10/2016 Guardare i film sull’iPhone è molto meglio che guardarli al cinema o in televisione. È più giovane, dinamico, moderno e pratico. Non c'è paragone proprio! (strumentale) – 0:12 (musica: Walter Sguazzin)

Durata totale: 72:36

### Disco 2
1. 05/10/2016 L’iPhone è una cosa bella e molto importante! (Un pensiero per il quinto anniversario della morte del mitico e grandissimo Steve Jobs) (voce di Cinzia la Fauci) – 4:49 (testo: Luigi La Rocca – musica: Alberto Scotti)
2. 06/12/2016 Votare no al referendum, bocciando la riforma di Renzi, è stato un atto irresponsabile. Purtroppo nel paese c'è tanta ignoranza, invidia e cattiveria! (strumentale) – 0:13 (musica: Walter Sguazzin)
3. 02/03/2018 A chi dare il voto? (voce di Cinzia La Fauci) – 5:07 (testo: Luigi La Rocca – musica: Alberto Scotti e Fabrizio Barnabè)
4. 05/03/2018 Chi non vaccina i figli è un criminale, un irresponsabile e soprattutto un grandissimo ignorantone. A questi che non vaccinano i figli bisogna togliere la patria potestà e il diritto di voto! (strumentale) – 0:10 (musica: Alberto Scotti)
5. 08/03/2018 A buttana nira (voce di Cinzia La Fauci) – 3:49 (testo: Luigi La Rocca – musica: Alberto Scotti)
6. 10/03/2018 Sugli stranieri sto cambiando completamente idea (voce di Cinzia La Fauci) – 3:05 (testo: Luigi La Rocca – musica: Riccardo Zanotti)
7. 01/04/2018 Grandissimo Alberto Scotti, sono d'accordo al 1000% con lui: "Io pago le tasse, anche, affinché lo stato possa offrire aiuto, soccorso e tutto ciò che serve a gente che sta scappando da una situazione di guerra che, peraltro, gli abbiamo portato in casa noi europei e occidentali". Grandissimo anche Emiliano Rubbi che ogni giorno a Salvini lo asfalta! (strumentale) – 0:10 (musica: Riccardo Lolli)
8. 18/04/2018 L'apericena (voce di Cinzia La Fauci) – 3:43 (testo: Luigi La Rocca – musica: Alberto Scotti)
9. 21/04/2018 Per me la donna (voce di Cinzia La Fauci) – 3:31 (testo: Luigi La Rocca – musica: Cristiano Lo Mele)
10. 25/04/2018 Sugli stranieri sto completamente cambiando idea, ma gli zingari continuano a starmi sul cazzo! (strumentale) – 0:09 (musica: Alberto Scotti)
11. 25/05/2018 Cetty, ti amo! (voce di Cinzia La Fauci) – 4:00 (testo: Luigi La Rocca – musica: Alberto Scotti)
12. 01/06/2018 Famiglia e inglese (voce di Cinzia La Fauci) – 4:31 (testo: Luigi La Rocca – musica: Walter Sguazzin)
13. 09/06/2018 Non so se mi piace più come una volta comprare le cose al centro commerciale, forse adesso preferisco Amazon, che è più moderno e pratico. Volevo anche dire che Netflix è meraviglioso: l'ho scoperto da poco e già me ne sono troppo innamorato! (strumentale) – 0:10 (musica: Walter Sguazzin)
14. 15/06/2018 Se tutti i popoli del mondo... (intro) (strumentale) – 1:25 (musica: Alberto Scotti)
15. 16/06/2018 Se tutti i popoli del mondo... (voce di Riccardo Zanotti e Cinzia La Fauci) – 2:34 (testo: Luigi La Rocca – musica: Alberto Scotti e Riccardo Zanotti)
16. 19/06/2018 Milano, oasi di civiltà in un deserto di barbarie e schifo (strumentale) – 0:11 (musica: Alberto Scotti)
17. 25/07/2018 Addio al grandissimo e mitico Sergio Marchionne, il geniale manager che ha salvato la FIAT. Di uomini come lui non ne nasceranno più, si è perso lo stampo! (strumentale) – 0:12 (musica: Walter Sguazzin)
18. 07/10/2018 Oliviero Toscani, il più grande fotografo! (voce di Riccardo Lolli e Cinzia La Fauci) – 5:03 (testo: Luigi La Rocca – musica: Alberto Scotti)
19. 15/10/2018 Comici che non mi fanno ridere per niente: Totò, Alberto Sordi, Carlo Verdone, Pippo Franco, Franco e Ciccio e soprattutto Lino Banfi, che peraltro è anche volgarissimo e sboccato! (strumentale) – 0:18 (musica: Alberto Scotti)
20. 25/10/2018 Sento dentro come una tristezza (voce di Cinzia La Fauci) – 3:21 (testo: Luigi La Rocca – musica: Alberto Scotti)
21. 01/11/2018 Le cose di marca (voce di Cinzia La Fauci) – 2:28 (testo: Luigi La Rocca – musica: Alberto Scotti)
22. 07/11/2018 Salvini pezzo di merda! Ci stai facendo vergognare di fronte a tutto il mondo civilizzato! (strumentale) – 0:19 (musica: Alberto Scotti)
23. 12/01/2019 Gli uomini sono tutti stupratori! Vanno riconosciute tutte le tantissime nuove diversità sessuali che esistono. Io mi schifo di essere uomo eterosessuale bianco! (strumentale) – 0:06 (musica: Alberto Scotti)
24. 14/01/2019 Io 'sto fatto che si deve amare la patria proprio non lo capisco (voce di Cinzia La Fauci) – 5:21 (testo: Luigi La Rocca – musica: Walter Sguazzin e Alberto Scotti)
25. 17/01/2019 Che schifo, è stato approvato il reddito di cittadinanza, pacchia per scrocconi e fannulloni, soprattutto meridionali, bisogna dirlo. Io, come meridionale, mi vergogno per loro. (strumentale) – 0:17 (musica: Alberto Scotti)
26. 16/02/2019 Ho visto un film che c'era Mel Gibson (voce di Cinzia La Fauci) – 2:32 (testo: Luigi La Rocca – musica: Alberto Scotti)
27. 22/02/2019 Ho letto che le vendite dell'iPhone sono in calo dell'11%. La gente non capisce un cazzo, non ha più il senso del bello, sta vincendo la barbarie totale! (strumentale) – 0:10 (musica: Riccardo Lolli)
28. 23/07/2019 Bungaro non si sa chi è (voce di Cinzia La Fauci) – 0:50 (testo: Luigi La Rocca – musica: Alberto Scotti)
29. 28/08/2019 Sono troppo felice di questo fatto che il PD torna al governo. Mi viene quasi da piangere tanta è la gioia. Salvini, volevi fare il furbo e sei rimasto fottuto. Povero idiota! Addio! (strumentale) – 0:13 (musica: Riccardo Lolli)
30. 28/09/2019 Greta, la geniale bambina svedese che salverà il pianeta! (voce di Cinzia La Fauci) – 3:25 (testo: Luigi La Rocca – musica: Alberto Scotti)
31. 09/11/2019 Potete costruire muri, ci troverete ad abbatterli. Un pensiero per il trentennale della caduta del muro di Berlino. Contro ogni totalitalismo, per la libertà sempre! (strumentale) – 0:17 (musica: Alberto Scotti)
32. 22/11/2019 Con il cuore sono in piazza insieme alle sardine, un movimento meraviglioso di giovani più che meravigliosi, che salveranno l'Italia dal sovranismo, dal populismo e da quello schifoso di Salvini! (voci di Cinzia La Fauci) – 0:41 (testo: Luigi La Rocca – musica: Alberto Scotti e Cinzia La Fauci)
33. 24/12/2019 Ciao Andrea, mi vedi da lassù nel paradiso? Secondo te sto facendo le cose giuste? Sei un pochino fiero di me? Io ti voglio tanto bene, scusa per tutte le volte che ti ho trattato di merda. (Un pensiero per il sesto anniversario della morte di mio fratello Andrea). (strumentale) – 4:10 (musica: Alberto Scotti e Riccardo Lolli)
34. 18/01/2020 Il dialetto secondo me è una volgarità da cafoni, ho deciso che non lo userò mai più. Neanche una parola! aggiungo pure che fumare fa schifo, è da cafoni ignoranti, fa male, fa puzzare i vestiti e bisogna vietare di fumare anche all'aperto! (strumentale) – 0:16 (musica: Alberto Scotti)
35. 09/04/2020 Questa emergenza Coronavirus (voce di Cinzia La Fauci) – 1:41 (testo: Luigi La Rocca – musica: Alberto Scotti)
36. 19/05/2020 È finita la quarantena. Io, Cettina, Dèsirèe e Babatunde ce ne siamo andati all'Ikea. Che festa! (voce di Cinzia La Fauci) – 1:52 (testo: Luigi La Rocca – musica: Alberto Scotti)
37. 07/11/2020 Non c'è niente che non si possa mettere a posto con le giuste riforme (È finito l’incubo Trump! W Joe e Kamala! Cambia la storia!) (strumentale) – 2:02 (musica: Alberto Scotti)
38. 25/11/2020 È morto Maradona, ma chi se ne frega! Se picchi le donne, se sei un pedofilo di merda, se sei un ignobile non importa a nessuno: basta che sai tirare un calcio a un pallone e sarai considerato un santo eroe! (strumentale) – 0:11 (musica: Riccardo Lolli)
39. 13/02/2021 Io sto con SuperMario Draghi senza se e senza ma. Uomo del fare, di competenza e autorevolezza fuori dal comune. Buon lavoro a tuttə i/le/*/ə ministrə del nuovo governo! (strumentale) – 0:07 (musica: Alberto Scotti)

Durata totale: 73:29

### Disco 3
1. 25/10/2013 Un dialogo significativo che ho avuto con mio fratello Andrea (voce di Cinzia La Fauci) – 2:47 (testo: Luigi La Rocca – musica: Alberto Scotti)
2. 09/12/2013 L'8 dicembre più bello della mia vita (voci di Riccardo Lolli, voce di Cinzia La Fauci) – 3:40 (testo: Luigi La Rocca – musica: Alberto Scotti e Cinzia La Fauci)
3. 09/12/2013 L'8 dicembre più bello di tutta la mia vita (Wattabass remix) (strumentale) – 3:14 (musica: Alberto Scotti)
4. 09/09/2015 Io dico sì ai negozi aperti 24 ore su 24 (È una conquista di civiltà e anche una gran comodità) (voci di Riccardo Lolli e Cinzia La Fauci) – 1:46 (testo: Luigi La Rocca – musica: Alberto Scotti)
5. 13/12/2015 X Factor (voce di Cinzia La Fauci) – 1:05 (testo: Nichi Vendola – musica: Alberto Scotti)
6. 10/09/2016 Tornatore spacca il culo! (voce di Cinzia La Fauci e Riccardo Lolli) – 3:00 (testo: Luigi La Rocca – musica: Alberto Scotti)
7. 28/01/2019 Io dico sì all'eutanasia! (voce di Cinzia La Fauci) – 3:30 (testo: Luigi La Rocca – musica: Alberto Scotti)
8. 16/04/2019 Brucia Notre Dame, all’inizio un pochino dispiace, ma poi, pensandoci bene, si tratta di uno dei simboli della terribile oppressione clericale e quindi chi se ne frega? Anzi, sono pure contento! (strumentale) – 1:48 (musica: Alberto Scotti e Riccardo Lolli)
9. 20/08/2019 iPantellas (voce di Riccardo Lolli e Cinzia La Fauci) – 1:03 (testo: Luigi La Rocca – musica: Alberto Scotti)
10. 21/09/2019 Persone e cose che mi piacciono e che non mi piacciono (voce di Riccardo Lolli e Cinzia La Fauci) – 3:39 (testo: Luigi La Rocca – musica: Alberto Scotti)

Durata totale: 25:32

## Formazione
- Alberto Scotti: sintetizzatori, programmazione, editing
- Cinzia La Fauci: voce, cori
- Walter Sguazzin: basso, sintetizzatori, programmazione
- Cristiano Lo Mele: chitarre
- Riccardo Lolli: produzione, sintetizzatori, programmazione, editing
- Edson Zuccolin: sax
- Vittorio Bonadei: batteria, percussioni